# La Palma, San Sebastián del Oeste
La Palma är en ort i Mexiko.   Den ligger i kommunen San Sebastián del Oeste och delstaten Jalisco, i den centrala delen av landet, 600 km väster om huvudstaden Mexico City. La Palma ligger 851 meter över havet och antalet invånare är 113.
Terrängen runt La Palma är kuperad åt nordost, men åt sydväst är den bergig. Runt La Palma är det mycket glesbefolkat, med 6 invånare per kvadratkilometer. Närmaste större samhälle är Santa Cruz de Camotlán, 11,9 km norr om La Palma. I omgivningarna runt La Palma växer huvudsakligen savannskog.